# Ariel (televíziós sorozat)
Az Ariel 2024-től vetített amerikai 3D-s számítógépes animációs kalandsorozat, amelyet a Wild Canary Animation gyártott, a 2023-as A kis hableány alapján.
A sorozatot Amerikában a Disney Jr. mutatta be 2024. június 27-én. Magyarországon 2024. december 25-én mutatta be a Disney+.

## Ismertető
Ariel a barátaival együtt a Atlantika víz alatti királyságában élnek. Ariel miközben a varázslótáborba jár, ahol "Ursula néni" tanítja, számos kalandba keveredik, megismeri karibi ihletésű környezetét, és hangjával másokat is inspirál.

## Szereplők

### Főszereplők
| Szereplő      | Eredeti hang           | Magyar hang           | Leírás                                              |
| ------------- | ---------------------- | --------------------- | --------------------------------------------------- |
| Ariel         | Mykal-Michelle Harris  | Schmidt Karolina      | 8 éves hableány hercegnő a víz alatti királyságban. |
| Triton király | Taye Diggs             | Barabás Kiss Zoltán   | Ariel apja, Ursula testvére és Atlantika királya.   |
| Ursula        | Amber Riley            | Náray Erika           | Tengeri boszorkány, Triton húga és Ariel nagynénje. |
| Lucia         | Elizabeth Phoenix Caro | Blazsó Regina         | Ariel barátai.                                      |
| Fernie        | Cruz Flateau           | Tóth Csanád           | Ariel barátai.                                      |
| Ficánka       | Gracen Newton          | Holló-Zsadányi Norman | Hal, Ariel barátja                                  |

### Mellékszereplők
| Szereplő  | Eredeti hang             | Magyar hang          | Leírás                               |
| --------- | ------------------------ | -------------------- | ------------------------------------ |
| Sebastian | Kevin Michael Richardson | Pál Tamás            | Rák, Ariel egyik barátja.            |
| Ravi      | Parvesh Cheena           | Németh Attila István |                                      |
| Ayanna    | Dana Heath               | Schmidt Regina       | Alanna ikertestvére és Ariel nővére. |
| Alanna    | Jessica Mikayla          | Schmidt Antónia      | Ayanna ikertestvére és Ariel nővére. |

### Magyar változat
- Magyar szöveg: Szemere Laura
- Dalszöveg: Nádasi Veronika
- Hangmérnök: Bogdán Gergő
- Vágó: Kránitz Bence, Bogdán Gergő
- Gyártásvezető: Bogdán Anikó
- Zenei rendező: Császár Bíró Szabolcs
- Szinkronrendező: Dobay Brigitta
- Produkciós vezető: Szentes Nikolett

A szinkront az Iyuno Hungary készítette.

## Epizódok
| #   | #   | Eredeti cím                  | Magyar cím                | Rendezte         | Írta                       | Eredeti premier      | Magyar premier     |
| --- | --- | ---------------------------- | ------------------------- | ---------------- | -------------------------- | -------------------- | ------------------ |
| 1.  | 1.  | Atlantica Day                | Atlantika nap             | Kuni Tomita      | Keith Wagner               | 2024. június 27.     | 2024. december 25. |
| 1.  | 1.  | A Winner's Spirit            | Győztes szellem           | Steven E. Gordon | Norma P. Sepulveda         | 2024. június 27.     | 2024. december 25. |
| 2.  | 2.  | Ursula's Magic Camp          | Ursula varázstábora       | Dan Fraga        | Maria Escobedo             | 2024. június 27.     | 2024. december 25. |
| 2.  | 2.  | Fernie's Notebook            | Fernie notesze            | Dan Fraga        | Walinase J. Mbekeani       | 2024. június 27.     | 2024. december 25. |
| 3.  | 3.  | Crystal Cavern Caper         | A kristálybarlang tolvaja | Steven E. Gordon | Walinase J. Mbekeani       | 2024. június 27.     | 2024. december 25. |
| 3.  | 3.  | A Banner Moment              | Zászlóvivő                | Steven E. Gordon | Maria Escobedo             | 2024. június 27.     | 2024. december 25. |
| 4.  | 4.  | The Endless Sleepover        | Végtelen pizsiparti       | Dan Fraga        | Keith Wagner               | 2024. július 5.      | 2024. december 25. |
| 4.  | 4.  | Daddy Daughter Dinner        | Apa-lánya vacsi           | Dan Fraga        | Walinase J. Mbekeani       | 2024. július 5.      | 2024. december 25. |
| 5.  | 5.  | Copy Catfish                 | Utánozós kis sellő        | Monica Tomova    | Maria Escobedo             | 2024. július 12.     | 2024. december 25. |
| 5.  | 5.  | Happy Crabby Day             | Boldog ráknapot           | Monica Tomova    | Shawneè és Shawnelle Gibbs | 2024. július 12.     | 2024. december 25. |
| 6.  | 6.  | Smoothie Shake-Up            | Gyümölcsnap               | Steven E. Gordon | Norma P. Sepulveda         | 2024. július 19.     | 2024. december 25. |
| 6.  | 6.  | Family Picture Day           | Családi fényképezés       | Steven E. Gordon | Walinase J. Mbekeani       | 2024. július 19.     | 2024. december 25. |
| 7.  | 7.  | The Cuttlebaby Sitter        | Tintaszitter              | Dan Fraga        | Maria Escobedo             | 2024. július 26.     | 2024. december 25. |
| 7.  | 7.  | Flounder the Leader          | Ficánkapitány             | Dan Fraga        | Joe Purdy                  | 2024. július 26.     | 2024. december 25. |
| 8.  | 8.  | The Clean Team               | Takarítóbrigád            | Monica Tomova    | Keith Wagner               | 2024. augusztus 2.   | 2024. december 25. |
| 8.  | 8.  | Clamming Up                  | Nehéz megnyílni           | Monica Tomova    | Norma P. Sepulveda         | 2024. augusztus 2.   | 2024. december 25. |
| 9.  | 9.  | The Singing Dolphin          | Az éneklő delfin          | Steven E. Gordon | Maria Escobedo             | 2024. augusztus 9.   | 2024. december 25. |
| 9.  | 9.  | The Happy Patty Clap         | Örömtapsikolós            | Steven E. Gordon | Michelle Calderón          | 2024. augusztus 9.   | 2024. december 25. |
| 10. | 10. | Ravi and Navi                | Ravi és Navi              | Monica Tomova    | Maria Escobedo             | 2024. augusztus 16.  | 2024. december 25. |
| 10. | 10. | Chef Flounder                | Ficánka séf               | Monica Tomova    | Teresa Kale                | 2024. augusztus 16.  | 2024. december 25. |
| 11. | 11. | The Brave Little Goby        | Bátor kis géb             | Dan Fraga        | Keith Wagner               | 2024. augusztus 30.  | 2024. december 25. |
| 11. | 11. | Kid Triton                   | Triton kölyök             | Dan Fraga        | Walinase J. Mbekeani       | 2024. augusztus 30.  | 2024. december 25. |
| 12. | 12. | Ariel's Tall Mer-Tale        | Ariel hatlasztikus meséje | Monica Tomova    | Keith Wagner               | 2024. szeptember 6.  | 2024. december 25. |
| 12. | 12. | Remy, the Houseguest         | Remy, a vendég            | Monica Tomova    | Walinase J. Mbekeani       | 2024. szeptember 6.  | 2024. december 25. |
| 13. | 13. | La Sirenusca                 | La Sirenusca              | Steven E. Gordon | Norma P. Sepulveda         | 2024. szeptember 30. | 2024. december 25. |
| 13. | 13. | Substitute Sebastian         | Sebastian helyettese      | Steven E. Gordon | Walinase J. Mbekeani       | 2024. szeptember 30. | 2024. december 25. |
| 14. | 14. | The Kite Monster             | Sárkányrém                | Dan Fraga        | Norma P. Sepulveda         | 2024. október 4.     | 2024. december 25. |
| 14. | 14. | The Spooky Mirror Trick      | Az ijesztő tükörtrükk     | Dan Fraga        | Maria Escobedo             | 2024. október 4.     | 2024. december 25. |
| 15. | 15. | Fernie's Dra Konfó           |                           | Steven E. Gordon | Michelle Calderón          | 2024. október 25.    |                    |
| 15. | 15. | Lucia, Lucia, Lucia!         |                           | Steven E. Gordon | Michelle Calderón          | 2024. október 25.    |                    |
| 16. | 16. | The Lost Dogfish             |                           |                  |                            | 2024. november 8.    |                    |
| 16. | 16. | Swim Scouts                  |                           |                  |                            | 2024. november 8.    |                    |
| 17. | 17. | Daddy Daughter Adventure Day |                           |                  |                            | 2024. november 29.   |                    |
| 17. | 17. | Rainbow Sea Caves            |                           |                  |                            | 2024. november 29.   |                    |

## A sorozat készítése
A 2023-as Annecy-i Nemzetközi Animációs Filmfesztiválon Ayo Davis bejelentette, hogy a Disney Branded Television animációs tévésorozatot fejlesztett, amelyet "A kis hableány" ihletett. 2023 augusztusában jelentették be a főszereplőket, többek között Mykal-Michelle Harris, Taye Diggs és Amber Riley szinkronszínészeket.
A nemzetközi hableány napon megjelent az első előzetes, amely megerősítette, hogy Ursula Ariel nagynénje és oktatója a varázslótáborban.